# L'Évêque (massif du Mont-Blanc)
Pour les articles homonymes, voir L'Évêque.
L'Évêque est un sommet du massif du Mont-Blanc qui culmine à 3 469 mètres d'altitude.

## Géographie
Il se situe au cœur du massif du Mont-Blanc, dominant la Mer de Glace et le glacier de la Charpoua à l'ouest et le glacier de Talèfre à l'est. Il se trouve sur une arête rocheuse descendant de l'aiguille Verte (4 122 m) au nord et passant successivement par les pointes du Cardinal (3 647 m), de l'Enfant de Chœur (3 477 m) et de la Nonne (3 340 m) pour finir à l'aiguille du Moine (3 412 m) au sud.
Le refuge de la Charpoua se trouve à ses pieds à l'ouest.
Sa première ascension est réalisée le 7 août 1892 par Ellis Carr, Charles, Mary et Mlle Pasteur et Claude Wilson.

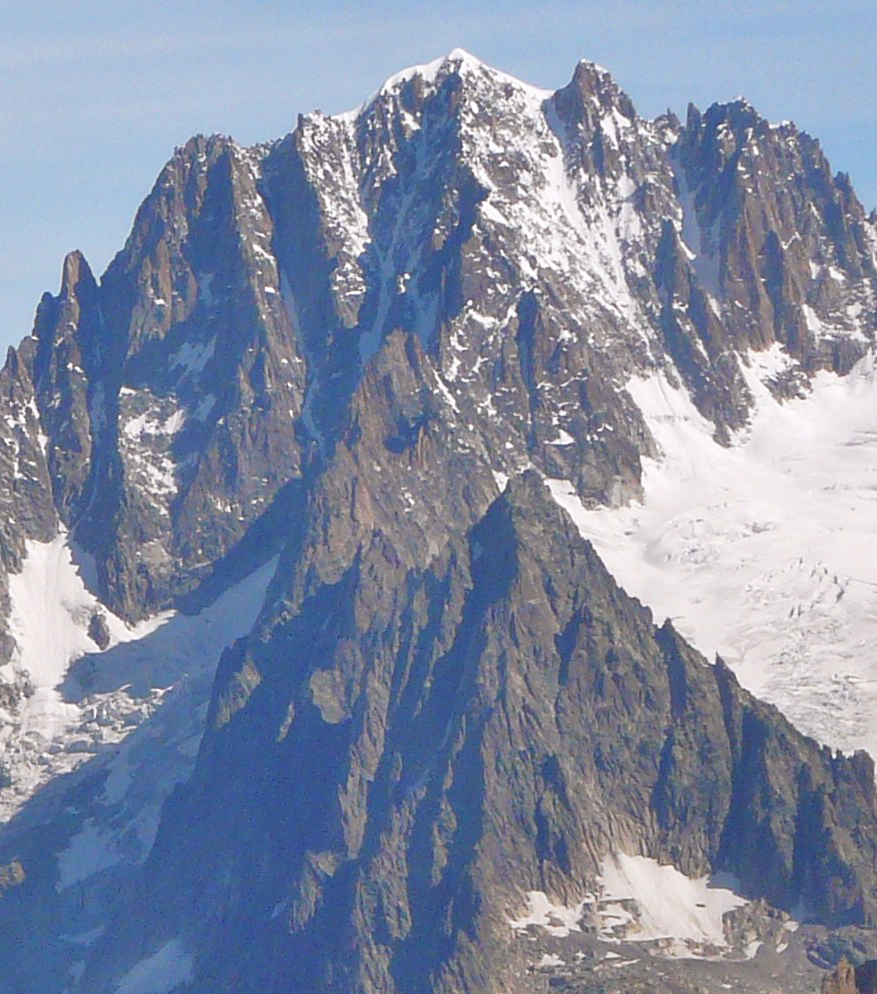
Vue depuis la télécabine Panoramic Mont-Blanc au sud-ouest de l'aiguille Verte dominant le Cardinal, l'Enfant de Chœur, l'Évêque, la Nonne et l'aiguille du Moine.